# Michelle Blake
Michelle Blake nasceu em 1951, no Texas, Estados Unidos. É poeta e professora na Universidade Tufts e recebeu o título de Master's of Theological Studies da Universidade de Havard. Aclamada pela crítica norte-amerciana como revelação na literatura policial e de mistério, escreveu três livros protagonizados pela pastora anglicana Lily Connor.

Livros publicados no Brasil pela A Girafa Editora

A Substituta, 2005
Lily Connor, uma jovem e singular pastora anglicana, assume o comando temporário da paróquia de Santa Maria do Horto, em Boston. Ao encontrar resistência da comunidade em esclarecer as circunstâncias que levaram o seu antecessor, padre Fred Barnes, à morte, Lily percebe uma trama envolvendo drogas, homossexualidade e poder. Em meio a uma crise de fé, ela empreende uma luta contra o silencio e a hostilidade daqueles que escondem as verdades da paróquia e inicia a busca por um rico adolescente desaparecido, que pode ser a chave para a misteriosa morte do padre.

A Terra Não Sofre, 2006
Em busca do paradeiro de Anna, uma professora e escritora católica de grande prestígio em seu meio, desaparecida em circunstâncias misteriosas, a jovem pastora anglicana Lily Connor se vê enredada no verdadeiro passado de sua amiga e conselheira, investigando uma incrível história pregressa que envolve grupos radicais e anti-semitas, norteada pelas não menos incríveis pistas lançadas por uma estranha vidente. A constatação de que os erros do passado determinam a história presente obrigará Lily a rever a sua própria identidade e reelaborar a sua profissão de fé.